# Церква Миколи Чудотворця (Єланська)
Церква в ім'я Святителя Миколая Чудотворця (рос. Церковь Николая Чудотворца)  — православний храм в станиці Єланській, Шолоховський район, Ростовська область. Освячений на честь православного святого Миколи Чудотворця. Відноситься до Шахтинської і Міллеровської єпархії Російської православної церкви.

## Історія

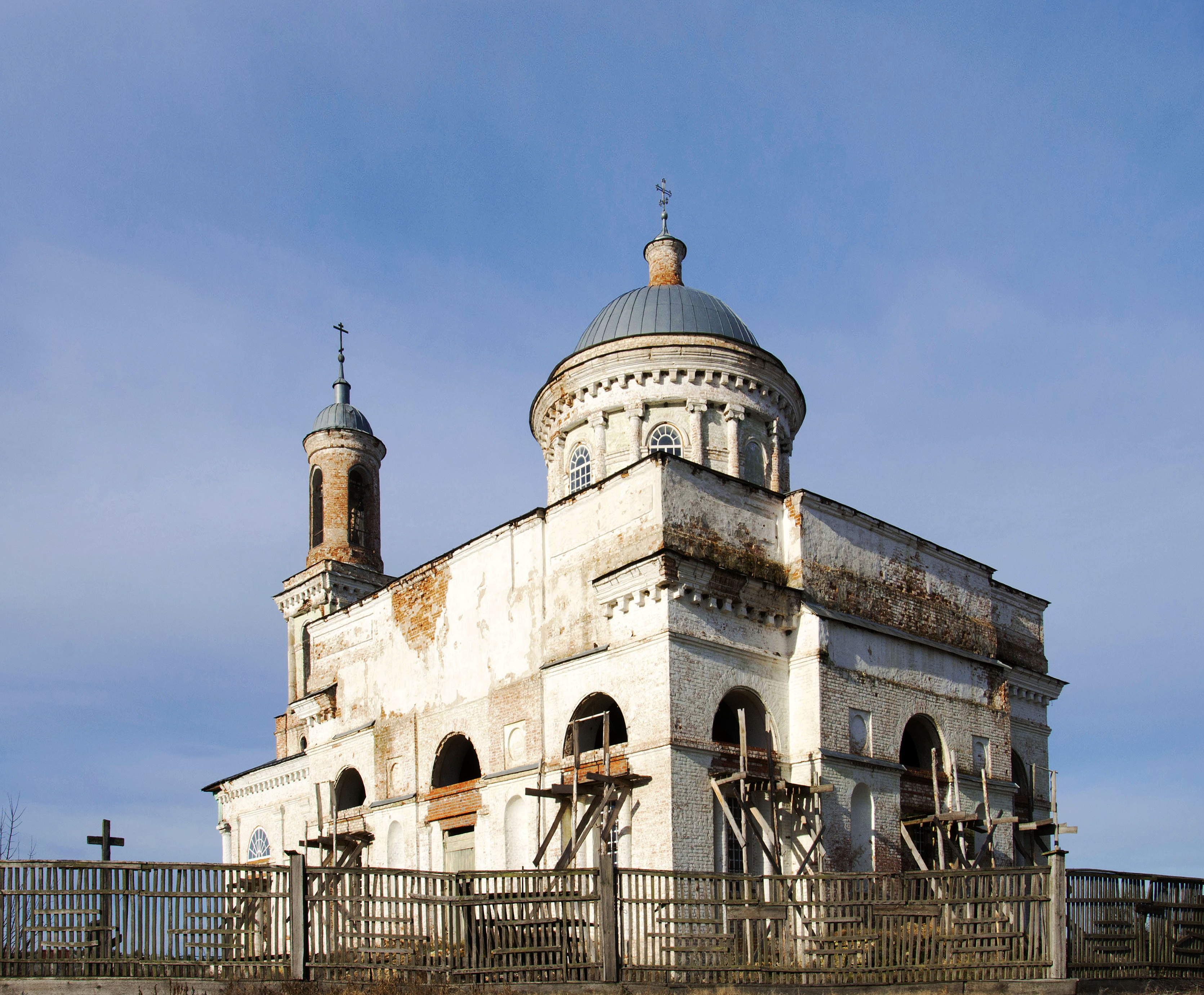
Церква в 2013 році

Перша згадка відноситься до дерев'яної каплиці, яка була збудована до 1730 року, коли станиця Єланська переселилася на нове місце (частина мешканців Вьошенського містечка, яке було перенаселене, переїхала на інше місце проживання, заснувавши нове поселення). Тоді ж козаки перенесли сюди і каплицю, яку переобладнали під церкву Святителя Миколая Чудотворця. До 1757 році церква занепала та була замінена на нову, теж дерев'яну.
До 1767 року з'явилися й перші хутора Єланської станиці: Кочетов, Терновий, Галіцин, Захаров, Гаврилов, Мохов та інші. Поступово їх кількість збільшувалася, і маленька дерев'яна церква вже не могла вмістити всіх парафіян. Тому було прийнято рішення про будівництво нової кам'яної церкви, автором якої виступив знаменитий архітектор Іван Єгорович Старов. Будівництво було розпочато в 1823 році на честь перемоги над Наполеоном, а закінчено вже в 1826 році.
Будівля являла собою монументальну споруду класичного стилю. 
На збережених фотографіях початку двадцятого століття відображені купол, три портали з колонадами в [[Іонічний ордер|іонічному стилі[[. Зараз зберігся лише один портал з колонами. Розпис храму був виконаний петербурзькими майстрами згідно з ескізами І. Є. Старова. Новий іконостас для храму було придбано на гроші, зібрані козаками станиці. 
Документи Державного архіву Ростовської області зберегли опис Свято-Микільської церкви 1853 року: 
«церква цегляна, всередині і зовні оштукатурена, покрита залізом, пофарбована зеленою фарбою. Храм включає в себе: головне приміщення, трапезну, притвор з дзвіницею. Бані та хрести позолочені червоним золотом, навколо церкви — цегляна огорожа, вкрита залізом. Церква увінчана барабаном з куполом і з вітровим ліхтарем, дзвіниця з купольним покриттям. Великий церковний дзвін «Благовіст» важив 100 з чимось пудів»
Оригінальний текст (рос.)
«церковь кирпичная, внутри и снаружи оштукатуренная, покрытая железом, покрашена зеленой краской. Храм включает в себя: главное помещение, трапезную, притвор с колокольнею. Главы и кресты позолочены червонным золотом, вокруг церкви - кирпичная ограда, покрытая железом. Церковь увенчана барабаном с куполом и с ветровым фонарем, колокольня с купольным покрытием. Большой церковный колокол «Благовест» весил 100 с лишним пудов»
Старожили стверджували, що в храмі були й цінні видання: напрестольне Євангеліє 1744 року видання та «Тріодь кольорова» 1704 року. 
У 1930-х роках церква була зруйнована й закрита. Дзвін розбили на шматки і відвезли в переплавку, капітальну огорожу розібрали. Будівлю самої церкви використовували як господарське приміщення, в ній було розміщено зернове сховище. Парох церкви отець Афанасій був заарештований, його доля досі невідома. 
Під час Другої світової війни в будівлі церкви були розквартировані солдати Червоної армії, потім тут розміщувалися полонені італійці. 
Станиця Єланська під час війни не була захоплена військами країн «осі», але піддавалася їх постійним обстрілам. Один із снарядів одного разу влучив у церкву, але вона вистояла.
У 1990-х роках почалися перші реставраційні роботи з відновлення первісного вигляду храму на гроші, зібрані місцевими жителями. Зараз на території храму функціонує музей.